# 喬納斯·施戴爾馬什克
喬納斯·施戴爾馬什克（Jonasz Stelmaszyk，1985年4月23日—），是一名出生於波蘭華沙的帆船運動員。他曾获得2011年欧洲雷射帆船锦标赛银牌、2014年世界男子雷射帆船锦标赛金牌。

## 外部連結
- 喬納斯·施戴爾馬什克的Facebook專頁
- Jonasz Stelmaszyk（页面存档备份，存于） - ISAF